# Р.У.Р.
Р. У. Р. (Россумові Універсальні Роботи) — науково-фантастична п'єса чеського письменника Карела Чапека, написана 1920 року. Абревіатура «R.U.R.» розшифровується як Rossumovi Univerzální Roboti (укр. Россумові Універсальні Роботи). Саме завдяки цій «колективній драмі з елементами комедії на три дії» у всесвітній глосарій увійшло слово «робот».
Дія п'єси розгортається на фабриці, де виробляють «штучних людей» — так званих роботів, створених із вирощених тканин і органів. За сюжетом один із персонажів п'єси  мав дуже гарну мету щодо використання чудо-машин: «… я  бажав, аби жодна душа не тупіла біля чужих верстатів, щоб нічого не залишилося, нічого, нічого з цього проклятого соціального мотлоху!». Натомість ці геніальні створіння, які б мали допомагати людині, урешті-решт повстають проти свого творця, супротив Людини.
Перша офіційна прем'єра «Р. У. Р.» на сцені Національного театру у Празі відбулася 25 січня 1921 року.
П'єса перекладалася багатьма мовами світу, в тому числі й мовою есперанто. Перший український переклад «Россумових універсальних роботів» Карела Чапека, зроблений за першовиданням 1920 року, і виданий з нагоди одночасно двох ювілеїв — публікації та сценічної прем'єри (переклад українською мовою — Олена Ващенко).

## Етимологія слова «робот»
Як зауважив К. Чапек, 
"…саме слово не є новотвором автора п'єси «Р. У. Р.» — він лише впровадив його в життя. А було це так: ідея п'єси виникла в письменника зненацька. І допоки вона ще жевріла, він хутко вирушив до свого старшого брата Йозефа, художника, якого знайшов за мольбертом…
— Йозефе, послухай-но, — звернувся він, — маю ідею для п'єси.
— А саме? — пробурмотів художник (справді пробурмотів, оскільки в цей час  тримав у роті пензля). Автор одразу виклав сюжет твору.
— Ну то напиши про це, — запропонував художник, вийнявши пензля з рота й призупинивши роботу над полотном.
— Але я не знаю як назвати цих штучних робітників, — відповів письменник. — Я хочу назвати їх лаборами, але це слово здається мені занадто штучним.
— Тоді назви їх роботами, — процідив художник…
Ось так усе й було. Так народилося слово «робот»…..
Слово «robota» в чеській мові існує з XVII ст. і  означає «важка, каторжна робота», «панщина», а це цілком відповідало задумові п'єси.
У 1928 році в першому виданні «Оксфордського словника англійської мови» слово «робот» уже було в словниковому реєстрі та зазначалося, що його створив автор п'єси «Р. У. Р.» Карел Чапек. Однак, у газеті «Prager Tagblatt» той одразу спростував інформацію — зазначивши, що насправді творцем слова є його брат Йозеф і дав чітко  зрозуміти, що слово має чеську прописку: «Слова „робот“, „роботи“ вигадав мій брат. Отже, не має потреби уточнювати, звідки походить це слово… воно слов'янського походження…».

## Сюжет п'єси

### Дійові особи
Кожен із головних героїв п'єси  уособлюють у собі, на той час, домінантну національну євроатлантичну цивілізацію. Наприклад, Гаррі Домін, головний директор, –  американець, представляє Сполучені Штати Америки з її топ-менеджерами, промисловцями, науковцями, д-р Галл — француз, представляє Галію, тобто Францію, Фабрі — італієць, Італію, Галлемеєр — німець, Німеччину, Бусман — єврей, Британію. Окрім того, усі імена не є випадковими, а наділені певним смисловим навантаженням. Россум — від чеського «розум, раціоналізм»; Домін від латинського Dominus — «володар, бог»; Фабрі від латинського faber — «ремесло, техніка»; Бусман від англійського бізнес — «торгівля»; Олена, за Гомером, є уособленням краси та любови; Алквіст: або, від латинського aliquis — «будь-хто», «звичайна людина», або від іспанського el quisto — «фаворит»; Нана від російського «няня», Робот Примус — «перший».
- Гаррі Домін, головний директор компанії «Россумові універсальні роботи»
- Інженер Фабрі, генеральний технічний директор «Р. У. Р.»
- Доктор Ґалл, керівник відділу фізіології та досліджень «Р. У. Р.»
- Доктор Галлемаєр, керівник Інституту психології та виховання роботів
- Консул Бусман, генеральний комерційний директор «Р. У. Р.»
- Архітектор Алквіст, керівник будівництва «Р. У. Р.»
- Гелена Ґлорі
- Нана, її нянька
- Марій, робот
- Сулла, робот
- Радій і Деймон, роботи
- Другий робот
- Третій робот
- Четвертий робот
- Робот Прим
- Роботкиня Гелена
- Робот-служка та численні роботи[10]

### Пролог
ГЕЛЕНА ҐЛОРІ, дочка президента великої промислової держави, приїздить на острів, щоб відвідати фабрику Універсальних Роботів Россума. Тут вона зустрічається з ГАРРІ ДОМІНОМ, головним директором компанії, який розповідає їй історію створення компанії, засновником якої був Россум-старший: 
«…Старий Россум сприймав це буквально. Волів якось науково усунути Бога, розумієте? Був жахливим матеріалістом і все розпочав виключно заради цього. Прагнув лише надати доказ того, що жодного Бога не потрібно. Саме тому йому зажадалося створити істоту, подібну до людини…». 
Його племіннику Россуму-молодшому така філософія була не до вподоби, він запровадив виробництво роботів. Істот, схожих на людей, але без усього зайвого: ані почуттів, ані бажань, ані потреб — лише механічне виконання своїх обов'язків.
ДОМІН демонструє ГЕЛЕНІ фабричний зразок робота — свою секретарку — роботкиню СУЛЛУ. ГЕЛЕНА обурюється, адже вважає, що її дурять і не бажаєте вірити в те, що СУЛЛА — це лише робот. Згодом ГЕЛЕНА зустрічається з іншими засновниками фабрики. Цього разу приймає людей за роботів і довго розповідає їм про мету свого візиту. Про те, що вона є представницею «Ліги гуманізму», організації з прав людини, яка має не меті «звільнити» роботів від гноблення з боку людства. ІНЖЕНЕР ФАБРІ, генеральний технічний директор «Р. У. Р.», ДОКТОР ҐАЛЛ, керівник відділу фізіології та досліджень «Р. У. Р.», ДОКТОР ГАЛЛЕМАЄР, керівник Інституту психології та виховання роботів, КОНСУЛ БУСМАН, генеральний комерційний директор «Р. У. Р.» та АРХІТЕКТОР АЛКВІСТ, керівник будівництва «Р. У. Р.» надто відверто висловлюються щодо роботів.
Між ДОМІНОМ і ГЕЛЕНОЮ відбувається відверта розмова. ДОМІН зізнається, що закохався в ГЕЛЕНУ та майже примушує її до одруження.

### Дія перша
Події відбуваються після десяти років.
Мрії ДОМІНА звільнити людину від принизливої праці, створити їй майже райське існування, здійснилися. На планеті панує мир, достаток. РОБОТИ працюють на людей.
ГЕЛЕНА та її нянька НАНА обговорюють події в світі. ГЕЛЕНА висловлює занепокоєння, відчуває, що « … відбувається дещо страшне». Їй до рук потрапляє газета із заміткою про те, що за останній тиждень на Землі не народилося жодної людини. Між тим продовжують надходити дані про спонтанні «мутації» роботів — дехто з них починає еволюціонувати, у декого з'являється т. зв. «падуча». За правилами такі роботи підлягають знищенню, однак ГЕЛЕНА скасовує таке рішення щодо свого улюбленця — експериментального робота РАДІЯ.

ДОКТОР ҐАЛЛ, керівник відділу фізіології та досліджень «Р. У. Р.» описує експериментальну роботкиню, яку також звуть ГЕЛЕНА.
«… вона нездара. Ходить, немов примара, якась нежива… Боже мій, як можна бути такою красивою і не кохати? Хіба вона може бути гарною, якщо ніколи не пізнає… О, мій витворе, мій нещасний витворе! Навіщо люди люблять, навіщо люблять просто так, без слів, без сенсу…»
ГЕЛЕНА потайки спалює формулу створення роботів. Незабаром люди дізнаються про те, що роботи у всьому світі повстали.

### Дія друга

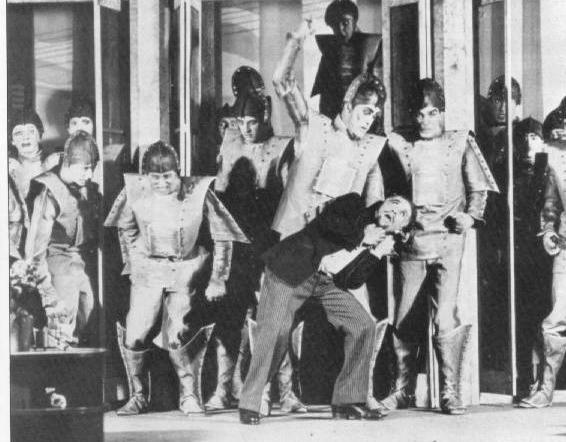
Роботи увірвалися на завод наприкінці 2-го акту.

Роботи під керівництвом робота РАДІЯ беруть в облогу фабрику. Останнє, що їх стримує — огорожа під напругою. Всі розуміють, що це ненадовго — електростанція знаходиться в зоні досяжності бунтарів. Люди в обмін на свободу погоджуються продати повсталим формулу виготовлення роботів, ГЕЛЕНА зізнається в тому, що вона спалила всі рукописи Россума-старшого. Отже, це кінець. Роботи штурмують фабрику, вбивають всіх людей, окрім АРХІТЕКТОРА АЛКВІСТА. Його помилувати, адже він, за словами роботів, «працює руками, як робот».

### Дія третя
Минули роки, людство знищено, влада роботів. АРХІТЕКТОР АЛКВІСТ, єдина жива людина на Землі, має відновити формулу створення роботів. Без неї з цеху виходять лише бездушні шматки м'яса та кісток. Спочатку роботи наказують, а потім благають працювати його над відновленням формули, для цього дозволяють вбивати та розтинати інших роботів. У робота ПРИМУСА і роботкині ГЕЛЕНИ спостерігаються дійсно людські емоції-почуття, вони закохуються. Для того, щоб впевнитися у своїх здогадах, АЛКВІСТ погрожує препарувати ПРИМУСА, а потім і ГЕЛЕНУ. Кожен пропонує для досліду себе та благає помилувати іншого. АЛКВІСТ розуміє — це вже не роботи — це нові Адам та Єва, та дарує їм світ.  
ПРИМ: Ми… ми… ми належимо одне одному.
АЛКВІСТ: Цим усе сказано. (Відчиняє двері посередині.) Тихо. Йдіть.
ПРИМ: Куди?
АЛКВІСТ (пошепки): Куди заманеться. Гелено, забирай його. (Виштовхує їх.) Іди, Адаме. Йди, Єво, будеш йому за дружину. Будь їй чоловіком, Приме.
(Зачиняє за ними двері.)
АЛКВІСТ (сам): … Россуме, Фабрі, Ґалле, славетні мужі, ви не винайшли нічого величнішого, ніж те дівчисько і той хлопчина! Ніж ту першу пару, котра пізнала любов, плач, посмішку, посмішку кохання, кохання між чоловіком і жінкою! Природо, природо, життя не загине! Боже, життя не загине! ….

## Видання українською.
- Карел Чапек. Р. У. Р. (Россумові універсальні роботи) / Карел Чапек; переклад із чеської Олени Ващенко; дизайн обкладинки Олексія Пильова. Київ: Видавничий дім “Комора”, 2020. 192 с.

## Цікавості
- Прем'єра вистави відбулася не в Празькому національному театрі, як планував сам автор, а в аматорському театрі Кліппера в містечку Градець-Кралове 2 січня 1921 року, та ще й без його відома. На сцені ж Національного театру «Р. У. Р.» презентували 25 січня 1921 року[11].
- Текст п'єси 1920 р. суттєво різниться від сучасних виданих версій. Український переклад відтворений відповідно до оригінального тексту[4][12][13].
- Порівнявши тексти обох видань, я зрозуміла, що вони помітно різняться — у деяких репліках було вилучено окремі фрази, що спричинило втрату безлічі нюансів, а деякі епізоди виглядали просто безглуздо; траплялися й місця, де взагалі бракувало тексту. Коли я зрозуміла глибинний зміст першоджерела та відтворила його українською мовою, все стало на свої місця — зміст твору логічний, насичений емоціями, з доволі провокативним підтекстом (О. Ващенко)[2]
- П'єса перекладалася багатьма мовами, включно й есперанто та ставилася на різних сценах: у Аахені (Німеччина) — 1921-го, у Варшаві (Польща), Белграді (на той час столиця Об'єднаного королівства сербів, хорватів і словенців) та Нью-Йорку (США, 184 вистави в Garrick Theatre) — 1922-го, в Берліні (Німеччина), Лондоні (Англія), Відні  (Австрія), Цюриху  (Швейцарія)  — 1923-го. Згодом гру давали в Угорщині, Франції, Японії, Норвегії, Швеції, Бельгії, Болгарії та Данії (1924 р.), в Естонії та Австралії (1925 р.). Далі були Литва (1927 р.), Іспанія, Фінляндія й Італія (1928 р.). У 30-х роках XX ст. гру побачили в Ізраїлі (1930 р.) та Аргентині (1931 р.).
- Чапекові прототипи роботів стали героями фантастичного оповідання «українського Жуля Верна» Володимира Владка «Ідуть роботарі» (1931 р).
- З 1932 до 1938 рр. XX ст. Карел Чапек сім разів був номінований на Нобелівську премію з літератури (головним чином за п'єси «R.U.R.», «Справа Макропулоса» та роман «Війна із саламандрами»), але жодного разу її так і не отримав[14].
- Російський переклад І. Мандельштама та Б. Геркена був зроблений з німецького перекладу О. Піка «W.U.R. — Werstands Universal Robots» і вийшов під назвою «ВУР: Верстандовы универсальные работари: (утопическая социальная драма в 3 д. с прологом)»[15].

## Покликання
1. Як Карел Чапек познайомив світ з «роботами» через драматургію // https://chytomo.com/iak-karel-chapek-poznajomyv-svit-z-robotamy-cherez-dramaturhiiu/
2. Сторінка Карела Чапека українською мовою // http://1000years.uazone.net/Capek/
3. Карел Чапек // https://chtyvo.org.ua/authors/Capek_Karel/
4. Společnost bratří Čapků // https://www.bratri-capkove.cz/